# Меркенский район
Меркенский район (каз. Меркі ауданы) — административная единица на юге Казахстана в Жамбылской области.
Административный центр района — село Мерке.
Площадь территории района — 7,1 тыс. км².
29 июня 2013 — июль 2016 год — Аким района Копбосынов Бахтияр Бейсембаевич.
30 июня 2016 — март 2021 год — Аким района — Умирбеков Мейрхан Азатович.
2 марта 2021 — 5 мая 2022 год — Аким района Нурсипатов Руслан Маратович.
16 мая 2022 года — 30 декабря 2024 года — Аким района Баубеков Жорабек Нурмергенович.
30 декабря 2024 года — Аким района Жиенкулов Ербол Жумабекович.

## География
Меркенский район расположен в предгорьях Киргизского хребта. На востоке район граничит с Кыргызстаном. Северная часть территории района является богарно-полупустынной зоной, прилегающей к Мойынкумским пескам.
Площадь района 7620 квадратных километров. Климат резко континентальный, со средним годовым количеством осадков 40—50 мм, иногда осадки доходят до 70—100 мм.
Основные реки Аспара и Мерке. По территории района проходит используемый для орошения Большой Чуйский канал.
По территории района проходит ветвь Луговое-Бишкек Киргизской железной дороги, автомагистраль, соединяющая Алматы, Бишкек, Ташкент (города Тараз, Шымкент).

## Демография
Население района — 84 760 человек (2019).
Динамика изменения численности населения:
| Наименование\год  | 1999 год  | 2000 год  | 2001 год  | 2002 год  |
| ----------------- | --------- | --------- | --------- | --------- |
| Меркенский район  | 77,6 тыс. | 74,4 тыс. | 74,5 тыс. | 72,5 тыс. |
| село Мерке        | 15,9 тыс. | 14,2 тыс. | 13,8 тыс. | 11,9 тыс. |
| пгт. Гранитогорск | 2 тыс.    | 1,4 тыс.  | 1,4 тыс.  | 1,3 тыс.  |
| пгт. Ойтал        | 9,8 тыс.  | 8,8 тыс.  | 8,8 тыс.  | 3,8 тыс.  |

В районе проживают представители более 30 национальностей: казахи, русские, украинцы, азербайджанцы, турки-месхетинцы, узбеки, киргизы, и др.

## История
Район образован 27 декабря 1933 года, однако люди жили в этих местах намного раньше. Здесь расположено укрепление Жигимбай X—VIII веков до н. э.; о Мерке впервые упоминали в своих сочинениях арабские географы в IX—X веках: «Мирки — город средней величины, укрепленный, имеет цитадель». А название своё он получил от слова «мирки», что на персидском языке означает «центр».

## Население
Национальный состав (на начало 2019 года).
- казахи — 61 007 чел. (71,98 %)
- русские — 6 227 чел. (7,35 %)
- турки — 9 177 чел. (10,83 %)
- азербайджанцы — 2 617 чел. (3,09 %)
- узбеки — 1 949 чел. (2,30 %)
- киргизы — 1 249 чел. (1,47 %)
- украинцы — 349 чел. (0,41 %)
- другие — 2 185 чел. (2,58 %)
- всего — 84 760 чел. (100,00 %)

## Административное устройство
По состоянию на начало 2019 года район включает в себя 14 сельских округов.

### Меркенский сельский округ
1. село Мерке
2. санаторий Мерке

### Акерменский сельский округ
1. село Акермен (свх. Меркенский, центр)
2. село Алтынарык (1-я ферма)
3. село Аккоз-Кайнар (3-я ферма)

### Актоганский сельский округ
1. аул Актоган (Большевик)
2. село Казахдикан

### Жамбылский сельский округ
1. село Жамбыл
2. село Плодовоягодное
3. уч. Талдыбулак (уч. клх. им. Джамбула)
4. аул Турлыбай Батыр (Красная Заря)

### Жанатоганский сельский округ
1. село Костоган
2. село Кызылсай
3. аул Мынказан (Ворошилова)

### Кенесский сельский округ
1. село Кенес
2. село Жаугаш
3. село Кайындысай
4. село Кентай (ферма №2 свх. Меркенский)

### Андас батырский сельский округ
1. село Андас батыра (Нововоскресеновка)
2. село Аралкишлак
3. посёлок Гранитогорск
4. село Карпык ( кызылкышлак)
5. посёлок при станции Чолдавар

### Ойталский сельский округ
1. посёлок Ойтал
2. село Маханда
3. посёлок при станции Мерке

### Т.Рыскуловский сельский округ
1. село Т.Рыскулова (Жданова)
2. село Интернациональное

### Сарымолдаевский сельский округ
1. село Сарымолдаева (Кузьминка)
2. село Екпенды
3. село Ойтал

### Суратский сельский округ
1. село Сурат (Имени Кирова)
2. аул Аккайнар
3. аул Тескентоган (Кызыл-Ту)

### Таттинский сельский округ
1. село Татти
2. село Акжол (Ленинжолы)
3. село Бельарык
4. село Карасу
5. разъезд Тасоткель
6. посёлок при станции Татти
7. разъезд Чемен

### Акаралский сельский округ
1. село Акарал (Краснооктябрьское)
2. село Сыпатай

### Аспаринский сельский округ
- село Аспара

## Экономика
Население района в основном занято сельхозпроизводством. Здесь зарегистрировано 1435 колхозных хозяйств, действуют 16 товариществ с ограниченной ответственностью и производственных кооперативов.

## Достопримечательности
- Святилище Мерке. Находится на высоте 3000 м над уровнем моря, занимает площадь 250 км². Там расположены курганы, каменные ограды и каменные изваяния (70 стел)[11].